# 베타-카로틴
β-카로틴(영어: β-Carotene or beta-carotene)은 균류, 식물 및 과일에 풍부한 강한 색상의 적황색 유기 색소이다. β-카로틴은 8개의 아이소프렌 단위로부터 생화학적으로 합성되어 40개의 탄소를 갖는 테르페노이드(아이소프레노이드)인 카로틴의 구성원이다. 카로틴 중에서 β-카로틴은 분자의 양쪽 말단에 베타 고리를 가지고 있다는 점에서 구별된다. β-카로틴은 제라닐제라닐 피로인산으로부터 생합성된다.
일부 털곰팡이목 균류에서 β-카로틴은 트리스포르산 합성의 전구체이다.
β-카로틴은 식물에서 가장 흔한 형태의 카로틴이다. 착색제로 사용될 때 β-카로틴의 E 번호는 E160a이다. β-카로틴의 구조는 1930년에 카러(Karrer) 등에 의해 추정되었다. 자연에서 β-카로틴은 β-카로틴 15,15'-이산소화효소의 작용에 의해 형성되는 비타민 A의 전구체(비활성 형태)이다.
카로티노이드가 풍부한 과일로부터 β-카로틴을 분리하는 것은 일반적으로 칼럼 크로마토그래피를 사용하여 수행된다. β-카로틴이 풍부한 조류인 두날리엘라 살리나(Dunaliella salina)로부터도 β-카로틴을 추출할 수 있다. 다른 카로티노이드 혼합물로부터 β-카로틴을 분리하는 것은 화합물의 극성에 기반한다. β-카로틴은 비극성 화합물이므로 헥세인과 같은 비극성 용매로 분리한다. β-카로틴은 공액결합도가 높아서 착색이 짙고 작용기가 결여된 탄화수소로서 매우 친유성이다.

## 프로비타민 A 활성
식물성 카로티노이드는 전세계적으로 프로비타민 B의 주요 식물 공급원이며, β-카로틴은 가장 잘 알려진 프로비타민 A 카로티노이드이다. 기타에는 α-카로틴과 β-크립토잔틴이 포함된다. 카로티노이드의 흡수는 소장의 십이지장으로 제한된다. 한 분자의 β-카로틴은 장 효소인 β,β-카로틴 15,15'-일산소화효소에 의해 두 분자의 비타민 A로 분해될 수 있다.

## 흡수, 대사 및 배설
소화 과정의 일부로 식품에서 공급되는 카로티노이드는 식물 세포로부터 분리되어야 하며 지질 함유 미셀에 통합되어 장세포에 생체 접근이 가능해야 한다. 이미 추출(또는 합성)한 다음 오일로 채워진 식이 보충제 캡슐에 넣으면 식품에 비해 생체 이용률이 더 높아진다. 장세포에서 β-카로틴은 막 수송체 단백질 스캐빈저 수용체 클래스 B, 1형(SCARB1)에 의해 흡수된다. 그런 다음 흡수된 β-카로틴은 그 자체로 킬로미크론에 통합되거나 먼저 레티날로 전환된 다음 레티놀 결합 단백질 2에 결합된 레티놀로 전환된 후 킬로미크론에 통합된다. BC01 유전자에 의해 암호화되는 β-카로틴 15,15'-이산소화효소에 의해 한 분자의 β-카로틴이 두 분자의 레티날로 전환된다. 혈장 레티놀이 정상 범위에 있으면 SCARB1 및 BC01의 유전자 발현이 억제되어 β-카로틴 흡수 및 전환을 억제하는 피드백 루프가 생성된다. 킬로미크론의 대부분은 간에서 흡수된 다음 혈액으로 분비되어 저밀도 지질단백질(LDL)로 재포장된다. 간을 우회하는 이러한 순환하는 지질단백질과 킬로미크론으로부터 β-카로틴은 수용체 SCARB1을 통해 세포로 흡수된다. 사람에서 조직에 따라 SCARB1의 발현이 달라지기 때문에 조직별로 β-카로틴의 함량이 다르다. ng/g으로 표기된 함수 중량의 예는 간에서 479 ng/g, 폐에서 226 ng/g, 전립선에서 163 ng/g, 피부에서 26 ng/g이다.
일단 말초 조직 세포에 의해 흡수되면, 흡수된 β-카로틴의 주요 용도는 BC01 유전자에 의해 암호화되는 β-카로틴 15,15'-이산소화효소에 의한 대칭적 절단을 통한 레티날의 전구체로의 사용이다. 적은 양은 미토콘드리아의 효소인 β-카로틴 9',10'-이산소화효소에 의해 대사되며, 이는 BC02 유전자에 의해 암호화된다. 이러한 비대칭 절단의 산물은 두 개의 β-이오논 분자와 로사플루엔이다. BC02는 카로티노이드의 과도한 축적을 방지하는 데 관여하는 것으로 보인다. 닭에서의 BC02의 결합은 피하 지방의 축적으로 인해 피부색을 노란색으로 만든다.

## 변환 계수
2001년부터 미국 의학 연구소는 다음과 같이 정의된 영양소 섭취기준에 대해 레티놀 활성 등가물(RAE)을 사용한다.

### 레티놀 활성 등가물 (RAE)
1 µg RAE = 1 µg 레티놀
1 µg RAE = 보충제로부터 얻은 2 µg의 올-트랜스-β-카로틴
1 µg RAE = 음식으로부터 얻은 12 µg의 올-트랜스-β-카로틴
1 µg RAE = 식품으로부터 얻은 24 µg α-카로틴 또는 β-크립토잔틴
레티놀 활성 등가물(RAE)은 카로티노이드의 다양한 흡수와 사람에 의한 비타민 A로의 전환을 이전 레티놀 등가물(RE)보다 더 잘 고려하고 대체한다(1 µg RE = 1 µg 레티놀, 6 µg β-카로틴, 2 µg α-카로틴 또는 β-크립토잔틴). 레티놀 등가물(RE)은 유엔/세계보건기구 및 식량농업기구(WHO/FAO)에 의해 1967년에 개발되었다.
비타민 A 활성의 또 다른 오래된 단위는 국제 단위(IU)이다. 레티놀 등가물과 마찬가지로 국제 단위(IU)는 카로티노이드의 다양한 흡수 및 사람에 의한 비타민 A로의 전환 뿐만 아니라 보다 현대적인 레티놀 활성 등가물을 고려하지 않는다. 불행하게도 식품 및 보충제 라벨은 일반적으로 여전히 IU를 사용하지만 IU는 다음과 같이 보다 유용한 레티놀 활성 등가물로 변환될 수 있다.

### 국제 단위 (IU)
- 1 µg RAE = 3.33 IU 레티놀
- 1 IU 레티놀 = 0.3 μg RAE
- 보충제로부터 얻은 1 IU의 β-카로틴 = 0.3 μg RAE
- 음식으로부터 얻은 1 IU의 β-카로틴 = 0.05 μg RAE
- 음식으로부터 얻은 1 IU α-카로틴 또는 β-크립토잔틴 = 0.025 μg RAE1

## 식이 공급원
미국, 캐나다 및 일부 유럽 국가에 거주하는 500,000명의 여성을 대상으로 한 종합 분석으로부터 추정된 바와 같이 β-카로틴의 일일 평균 섭취량은 2~7 mg 범위이다. β-카로틴은 많은 식품에서 발견되며 식이 보충제로 판매된다. β-카로틴은 다양한 과일과 채소의 주황색에 기여한다. 캔털루프, 망고, 호박, 파파야와 같은 노란색 및 주황색 과일과 당근, 고구마와 같은 주황색 뿌리채소에는 β-카로틴이 풍부하며, 특히 베트남의 걱(Momordica cochinchinensis)과 팜유는 특히 풍부한 공급원이다. β-카로틴의 색은 시금치, 케일, 고구마 잎, 단호박류의 잎과 같은 녹색 잎 채소에 있는 엽록소에 의해 가려진다. 예를 들어 베트남의 걱과 팜유는 알려진 식물성 공급원 중에 가장 높은 함량의 β-카로틴을 가지고 있으며, 이는 당근의 10배에 달한다. 그러나 걱은 동남아시아 밖에서는 매우 드물고 잘 알려져 있지 않으며 팜유는 일반적으로 색상과 선명도를 개선하기 위해 판매되기 전에 카로티노이드를 제거한다.
미국 농무부는 β-카로틴 함량이 높은 식품들을 목록화했다.
| 식품                      | β-카로틴 mg/100 g |
| ------------------------- | ----------------- |
| 껍질을 벗기고 삶은 고구마 | 9.4               |
| 당근 주스                 | 9.3               |
| 당근, 생것 또는 삶은 것   | 9.2               |
| 케일, 삶은 것             | 8.8               |
| 호박, 통조림              | 6.9               |
| 시금치, 통조림            | 5.9               |

### 식이 요구 사항 없음
정부 및 비정부기구는 β-카로틴에 대한 식이 요구 사항을 설정하지 않았다.

## 부작용
과도한 β-카로틴은 주로 신체의 지방 조직에 저장된다. 과도한 β-카로틴 섭취의 가장 흔한 부작용은 피부의 가장 바깥쪽 층인 각질층에 카로티노이드가 침착되어 발생하며 눈에 띄는 주황색 색조로 나타나는 물리적으로 무해한 상태인 카로틴축적증이다.

### 카로틴축적증
카로틴축적증은 과량의 식이 카로티노이드가 피부의 가장 바깥쪽 층인 각질층의 주황색 변색을 초래하는 비교적 가벼운 증상을 나타내는 가역적인 의학적 상태이다. 카로틴축적증은 높은 혈중 β-카로틴 수치와 관련이 있다. 카로틴축적증은 당근, 당근 주스, 감귤 주스, 망고 또는 아프리카의 레드 팜유와 같은 β-카로틴이 풍부한 식품을 한두 달 섭취한 후에 발생할 수 있다. β-카로틴 식이 보충제는 동일한 효과를 나타낼 수 있다. 변색은 손바닥과 발바닥에서도 나타나지만 황달과 구별하는 데 도움을 주는 눈의 흰자위에는 나타나지 않는다. 카로틴축적증은 β-카로틴의 과도한 섭취를 중단하면 다시 정상 상태로 돌아오는 가역적인 증상이다. 장기간 β-카로틴을 하루에 30 mg 이상 섭취하면 카로틴축적증을 유발하는 것으로 확인되었다.

### 비타민 A 과다증에 대한 위험이 없음
장세포의 세포벽에서 β-카로틴은 막 수송체 단백질 스캐빈저 수용체 클래스 B, 1형(SCARB1)에 의해 흡수된다. 그런 다음 흡수된 β-카로틴은 그 자체로 킬로미크론에 통합되거나 먼저 레티날로 전환된 다음 레티놀 결합 단백질 2에 결합된 레티놀로 전환된 후 킬로미크론에 통합된다. 한 분자의 β-카로틴은 BC01 유전자에 의해 암호화되는 β-카로틴 15,15'-이산소화효소에 의해 두 분자의 레티날로 전환된다. 혈장 레티놀이 정상 범위에 있으면 SCARB1 및 BC01에 대한 유전자 발현이 억제되어 흡수 및 전환을 억제하는 피드백 루프가 생성된다. 이 두 가지 메커니즘 때문에 많은 양의 β-카로틴을 섭취해도 비타민 A 과다증이 발생하지 않는다.

### 약물 상호작용
β-카로틴은 콜레스테롤을 낮추는 데 사용되는 약물과 상호작용할 수 있다. 이들을 함께 복용하면 이러한 약물의 효과가 낮아질 수 있으며 중간 정도의 상호작용으로만 간주된다. 담즙산 격리제와 양성자 펌프 저해제는 β-카로틴의 흡수를 감소시킬 수 있다. β-카로틴과 함께 알코올을 섭취하면 레티놀로 전환되는 능력이 감소하여 간독성을 유발할 수 있다.

### 흡연자에서 β-카로틴과 폐암
만성적인 고용량의 β-카로틴 보충은 흡연자에서 폐암의 발생 가능성을 증가시킨다. 이 효과는 담배 연기에 노출된 사람과 높은 약리학적 용량의 β-카로틴(30 mg)과 대조적으로 생리학적 용량의 β-카로틴(6 mg)을 섭취한 사람에게서 폐손상이 발견되지 않았기 때문에 보충 용량에 따라 폐손상의 정도가 다르다. 따라서 β-카로틴의 종양학은 담배 연기와 고용량의 β-카로틴을 기반으로 한다.
폐암의 증가는 β-카로틴이 산화되는 경향 때문일 수 있으며 안나토와 같은 다른 식용 색소보다 산화를 더 촉진할 수 있다. 고용량에서 암을 유발하는 것으로 의심되는 β-카로틴 분해 생성물은 트랜스-β-아포-8'-카로텐알(일반적인 아포카로텐알)이며, 이는 한 연구에서 β-카로틴 자체에 반응하지 않는 세포 배양에서 돌연변이 유발 및 유전 독성이 있는 것으로 밝혀졌다.
또한 고용량의 β-카로틴의 보충은 흡연자나 석면에 높은 수준으로 노출된 이력이 있는 사람에서 전립선암, 뇌출혈, 심혈관 및 전체 사망 위험을 증가시킬 수 있다.

## 연구
의료 당국은 일반적으로 식이 보충제가 아닌 음식으로부터 β-카로틴을 섭취할 것을 권장한다. 최소 수준의 β-카로틴 섭취가 사람의 건강에 필요한지 여부를 결정하고 β-카로틴의 섭취 부족으로 인해 발생할 수 있는 문제를 식별하기 위한 연구는 불충분히다.

### 황반변성
연령 관련 황반변성(AMD)은 노인에서 비가역적인 실명의 주요 원인이다. 연령 관련 황반변성은 황반에 영향을 미치는 산화 스트레스, 망막 질환으로 중심 시력의 점진적인 상실을 유발한다. β-카로틴의 함량은 사람의 망막 색소 상피에서 확인된다. 리뷰에서는 관찰 연구에 대해 혼재된 결과를 보고했으며, 일부 보고에서는 β-카로틴 함량이 높은 식단이 연령 관련 황반변성 위험 감소와 관련이 있다고 보고한 반면 다른 연구에서는 이점이 없다고 보고했다. 리뷰에서는 β-카로틴만을 사용하는 개입 시험의 경우 연령 관련 황반변성 발병 위험에 변화가 없다고 보고했다.

### 암
메타 분석에서는 β-카로틴의 보충이 전반적인 암의 위험을 감소시키지 않는 것으로 나타났으며, 일반적으로 췌장암, 결장직장암, 전립선암, 유방암, 흑색종 또는 피부암을 포함한 특정 암도 감소시키지 않는 것으로 나타났다. 높은 수준의 β-카로틴은 흡연자의 폐암 위험을 증가시킬 수 있다. 이는 β-카로틴이 담배 연기에 노출된 폐에서 불안정하여 발암 물질 생체활성화 효소를 유도할 수 있는 산화된 대사산물을 생성하기 때문일 수 있다. 갑상선암에 대한 결과는 명확하지 않다. 1989년에 발표된 단일 소규모 임상 연구에서 천연 β-카로틴이 전암성 위 병변을 감소시키는 것으로 나타났다.

### 백내장
코크란 리뷰에서는 백내장 위험, 백내장 적출, 백내장 진행 및 시력 상실 지연의 차이를 조사하기 위해 사람들에게 독립적으로 그리고 결합된 β-카로틴, 비타민 C 및 비타민 E의 보충을 조사했다. 이 연구에서는 노화 관련 백내장을 예방하고 늦추는 데 β-카로틴의 보충이 제공하는 보호 효과에 대한 어떠한 증거도 발견하지 못했다. 두 번째 메타 분석에서는 식단에서 유래한 혈청 β-카로틴을 측정한 연구에서 데이터를 수집했으며 백내장의 위험이 통계적으로 유의미하지 않게 10% 감소했다고 보고했다.

### 식품 건조
카로티노이드는 건조시 열분해 및 변색되기 쉬운 것으로 밝혀졌으며, 이는 이성질화 및 산화 반응과 관련된 것으로 생각된다.

## 같이 보기
- β-카로틴을 사용한 선리스 태닝
- 비타민 A
- 레티놀
- 카로티노이드
- 카로틴축적증